# Isole Dion
Le isole Dion sono un piccolo arcipelago di isolotti e di scogli situato al largo della costa occidentale della penisola Antartica, a nord della Baia Margherita e a sud-ovest dell'isola Adelaide.

## Storia
Furono battezzate così durante la Seconda spedizione Charcot (1908-1910) da Jean-Baptiste Charcot in onore del marchese Jules-Albert de Dion, che offrì alla spedizione tre slitte a motore e vari equipaggiamenti prodotti dalla sua società De Dion-Bouton.

## Descrizione
L'arcipelago comprende le seguenti isole, isolotti, rocce e scogli:
- Envoy Rock
- Regent Reef
- Isole Consort
- Isola Imperatore
- Jester Rock
- Noble Rocks
- Isole Courtier
- Isole Embassy
- Consul Ree

## Conservazione
Lo status di area protetta, in passato attribuito a tutto l'arcipelago, è oggi limitato all'Isola Imperatore (ASPA 107).